# Fingerplay

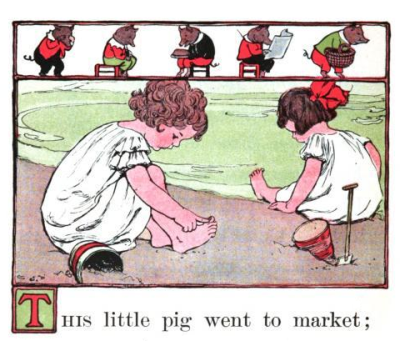
Brincadeira com os dedos 'este porquinho foi ao mercado...', mais conhecida e usual nos países de fala inglesa.

Fingerplay, do inglês, (as vezes traduzido como Jogo de mão) pode ser compreendido como brincadeira com os dedos, através de gestos e movimentos coordenados. É como uma cantiga de roda, porém usada com crianças bem pequenas para manter atenção em determinada atividade. As fingerplays aparecem na forma de pequenas músicas e cantigas.
Exemplos típicos de fingerplays são: "Este porquinho foi ao mercado" e "Mindinho, seu vizinho". Além de brincadeiras folclóricas, professores de pré-escolares usam fingerplays para introduzir novos conceitos e como atividade de aprendizagem. Além de ajudar no ensino e aprendizagem, a brincadeira com os dedos também ajuda no desenvolvimento motor das crianças pequenas.